# Belasting in België

Grafiek van de gemiddelde heffing per land (2005)

In België vormen de belastingen de voornaamste inkomstenbron van de overheid. Andere inkomsten zijn erg beperkt. Alle Belgische (deel)regeringen hebben hun eigen minister van Financiën. Het federale ministerie van Financiën heeft de uitvoering van de belastingdienst toegewezen aan de Federale Overheidsdienst Financiën. Deze int ook belastingen voor andere overheden.
De federale staat deelt een aantal bevoegdheden met de gewesten en gemeenschappen. De drie gewesten, Vlaanderen, Wallonië en Brussel heffen hun eigen belastingen. De Vlaamse, Franse en Duitstalige gemeenschappen heffen geen eigen belastingen maar ontvangen wel toegewezen belastingen, dat zijn belastingen die door de federale staat geheven worden, maar dan toegewezen worden aan de gemeenschappen. Het kijk- en luistergeld is daar een voorbeeld van. Tevens bestaan er provinciale en gemeentelijke belastingen.
De belastingdruk in België in 2007 was 44,0% van het bruto binnenlands product. In 2019 was dit iets gezakt tot 42,9%, maar dit was nog altijd het op twee na hoogste percentage onder de OESO-landen. Er zijn evenwel een groot aantal vrijgestelde inkomsten.

## Geschiedenis
De Belgische Revolutie van 1830 was ten dele een reactie op de Nederlandse belastingen. Maar na de onafhankelijkheid werden de meeste van deze belastingen behouden. In België ontwikkelde zich een cijnskiesstelsel waarbij de kiesrecht gekoppeld werd aan het betalen van belastingen. Slechts 2% van de bevolking kreeg zo kiesrecht. Voor de personenbelasting bestond er maar een, laag tarief. Aan het einde van de 19e eeuw werden in de buurlanden progressieve belastingtarieven ingevoerd en ook belastingen op financiële inkomsten. Dit was niet het geval in België en hierdoor kreeg het land de naam een belastingparadijs te zijn. 
Om het land na de Eerste Wereldoorlog te kunnen heropbouwen waren inkomsten nodig en werden toch progressieve tarieven in de personenbelasting en een eerste vermogensbelasting ingevoerd. In 1919 werd ook de algemene verplichting ingevoerd om een belastingaangifte in te dienen. Dit leidde in het begin van de jaren 1920 tot belastingontduiking en een kapitaalvlucht. Daarom werden in 1930 de aangifteplicht en het progressief belastingtarief op het globale inkomen afgeschaft. De economische crisis van de jaren 1930 zorgde voor een grotere belastingdruk maar een belasting op financiële inkomsten werd niet opnieuw ingevoerd. 
In 1944 voerde minister van Financiën Camille Gutt een eenmalige belasting in op de spaartegoeden bij de Belgische banken om de torenhoge staatsschuld deels af te betalen. In 1962 werd de vennootschapsbelasting (en later de rechtspersonenbelasting) ingevoerd om bijkomende inkomsten te vinden na de dekolonisatie en de sociale crisis van 1960-1961.

## Soorten van belastingen
- Belasting op de toegevoegde waarde (btw)
- Douanerechten (douanewetgeving) en accijnzen, waaronder sommige milieuheffingen
- Erfbelasting (successierechten), met inbegrip van de taks op de vzw's
- Gokbelasting: belasting op automatische ontspanningstoestellen (gokautomaten), belasting op spelen en weddenschappen
- Inkomstenbelastingen bestaan uit de personenbelasting, de vennootschapsbelasting, de rechtspersonenbelasting en de belasting van niet-inwoners. Deze worden vaak geheven met voorschotten: voorafbetalingen, onroerende voorheffing, roerende voorheffing, bedrijfsvoorheffing (op lonen), vennootschapsbelasting (ondernemingen)
- Kijk- en luistergeld (werd in Vlaanderen afgeschaft)
- Registratierechten, onder meer bij het aankopen van een woning
- Verkeersbelasting (jaarlijkse belasting op auto's, vrachtwagens en motorfietsen)

Deze belastingen worden meestal geïnd door de Federale Overheidsdienst Financiën en gedeeld met of toegewezen aan de deelstaten. Allerlei plaatsgebonden milieuheffingen worden meestal geïnd door de gewesten zelf. 
Gemeenten ontvangen z.g. opcentiemen, een percentage bovenop de inkomstenbelastingen. Het staat iedere gemeente vrij om dit percentage zelf te bepalen. Bepaalde gemeenten met voldoende andere inkomsten zetten deze gemeentetaks op nul.
Provincies heffen een algemene provinciebelasting op gezinnen en/of op bedrijven.
Er bestaat geen kerkbelasting in België. De federale overheid betaalt de lonen van de priesters, de lokale overheden staan in voor het onderhoud van de kerkgebouwen, via de kerkraad.

## Afdelingen
Een kleine maar bekende afdeling is de Bijzondere Belastinginspectie, die de fraude opspoort van alle federale belastingen. Vlaanderen laat de onroerende voorheffing innen door de Vlaamse Belastingdienst.
De rulingsdienst die voorafgaande beslissingen inzake vennootschapsbelasting (rulings) neemt.

## Analyse
De Hoge Raad van Financiën gaf in mei 2020 de volgende adviezen over het Belgische belastingsysteem, onder andere:
- De Belgische personenbelasting is uiterst complex. Zo zijn er anno 2020 (in Vlaanderen) 829 codes op de belastingbrief; de codes zijn dan nog eens verschillend per gewest;
- Er bestaan fiscale valkuilen, waardoor het in bepaalde situaties onaantrekkelijk is om (extra) te werken;
- De belastingdruk op arbeid is hoog, waarbij België vaak bij de zwaarst belaste landen hoort;
- Er is sprake van een uitholling van de belastbare basis, door het invoeren van allerlei uitzonderingen, en allerhande voordeelregimes (de zogenaamde "koterij");
- Er is een verschil in behandeling tussen een gehuwd, wettelijk samenwonend en een feitelijk samenwonend koppel.

De regering heeft geprobeerd hier rekening mee te houden, maar er is geen politiek akkoord uit voortgekomen.